# Kanton Villedieu-les-Poêles-Rouffigny
Kanton Villedieu-les-Poêles-Rouffigny (voorheen Kanton Villedieu-les-Poêles ) is een kanton van het Franse departement Manche.

## Geschiedenis
Op 22 maart 2015 werd het kanton uitgebreid met in totaal 19 gemeenten van drie op die dag opgeheven kantons. Alle gemeenten van het kanton Percy, de gemeenten Boisyvon, La Chapelle-Cécelin, Coulouvray-Boisbenâtre, Saint-Martin-le-Bouillant, Saint-Maur-des-Bois en Saint-Pois van het kanton Saint-Pois en Le Tanu van het kanton La Haye-Pesnel.
Het decreet van 5 maart 2020 heeft de naam van het kanton aangepast aan de naam van zijn hoofdplaats.

## Gemeenten
Op 1 januari 2016 werden de gemeenten Villedieu-les-Poêles en Rouffigny samengevoegd tot de fusiegemeente (commune nouvelle) Villedieu-les-Poêles-Rouffigny en de gemeenten Percy en Le Chefresne tot de fusiegemeente (commune nouvelle) Percy-en-Normandie.
Het kanton omvat sindsdien volgende gemeenten:
- Beslon
- La Bloutière
- Boisyvon
- Bourguenolles
- Champrepus
- La Chapelle-Cécelin
- Chérencé-le-Héron
- La Colombe
- Coulouvray-Boisbenâtre
- Fleury
- Le Guislain
- La Haye-Bellefond
- La Lande-d'Airou
- Margueray
- Maupertuis
- Montabot
- Montbray
- Morigny
- Percy-en-Normandie
- Sainte-Cécile
- Saint-Martin-le-Bouillant
- Saint-Maur-des-Bois
- Saint-Pois
- Le Tanu
- La Trinité
- Villebaudon
- Villedieu-les-Poêles-Rouffigny (hoofdplaats)

Agon-Coutainville · Avranches · Bréhal · Bricquebec-en-Cotentin · Carentan-les-Marais · Cherbourg-en-Cotentin-1 · -2 · -3 · -4 · -5 · Condé-sur-Vire · Coutances · Créances · Granville · La Hague · Isigny-le-Buat · Le Mortainais · Les Pieux · Pont-Hébert · Pontorson · Quettreville-sur-Sienne · Saint-Hilaire-du-Harcouët · Saint-Lô-1 · -2 · Valognes · Val-de-Saire · Villedieu-les-Poêles